# Koń belgijski

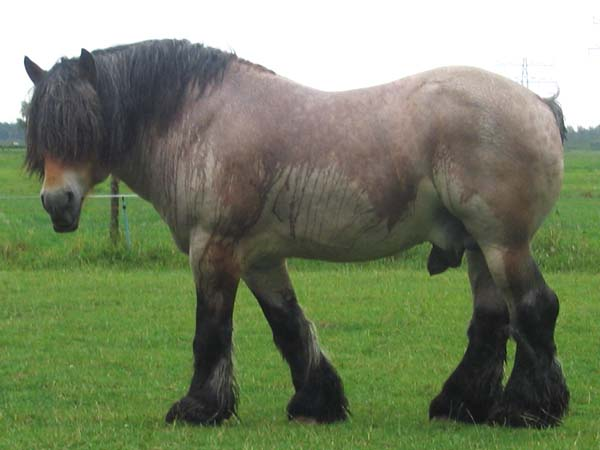

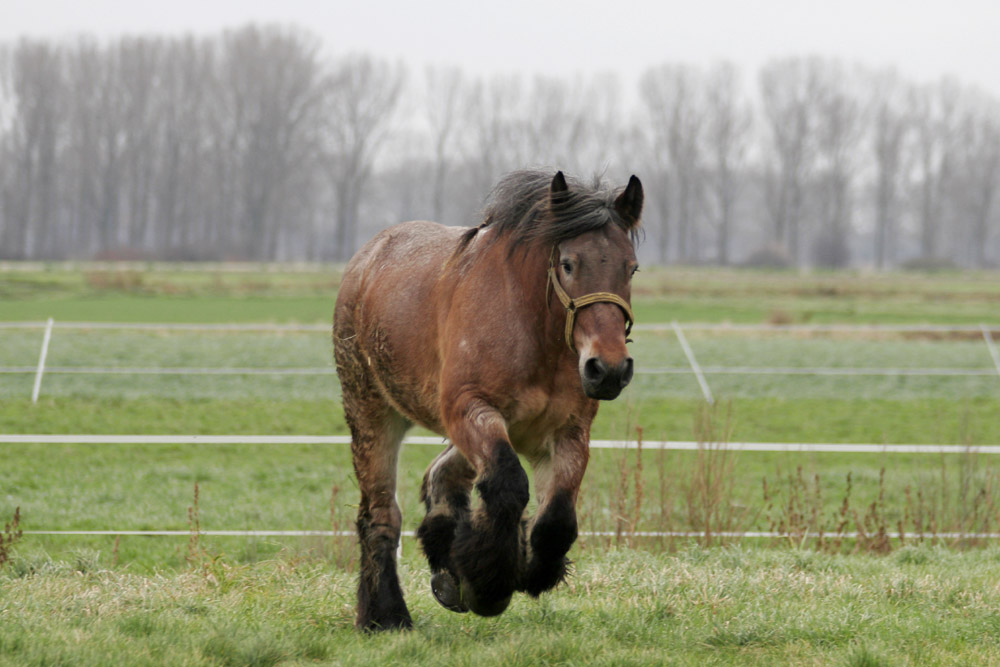

Koń belgijski, brabant – najstarsza zimnokrwista rasa konia domowego, wyhodowana w belgijskiej prowincji Brabancji w wyniku krzyżowania koni miejscowych z dawnymi rycerskimi końmi flamandzkimi, masywnymi brabansonami i ardenami. W XVII w. przez dłuższy czas próbowano zmienić cechy rasy w celu zwiększenia zakresu ich wykorzystania. Z powodu niezadawalających wyników próby te zarzucono. Uzyskane w wyniku tych kojarzeń trzy odmiany koni, nieznacznie różniące się od siebie, uznano w 1885 za jedną rasę.
Konie belgijskie są rasą o ustalonym typie, jedną z najpopularniejszych na świecie ras koni o ogromnej sile i niezwykle łagodnym usposobieniu. Wykorzystuje się je do ciężkiego transportu oraz do poprawiania różnych hodowli ras ciężkich (przy ich użyciu wytworzono między innymi w Niemczech konie reńskie, a w Polsce polskie konie zimnokrwiste, konie sztumskie i łowickie).
Konie belgijskie mają umaszczenie najczęściej dereszowate, także kasztanowate, gniade oraz kare, lekką głowę, głęboką klatkę piersiową, na nogach obfite szczotki pęcinowe. Osiągają wysokość w kłębie do 170 centymetrów, masę od 750 do 1200 kilogramów.
‎Największym koniem na świecie był brabant Big Jake‎‎, ‎‎wałach‎‎ żyjący w latach 2001–2021. Miał 210 cm wysokości w kłębie.‎
W Polsce przed II wojną światową było bardzo dużo koni tej rasy. Były one sprowadzane, aby umasywnić rasy polskich koni zimnokrwistych.